# Apache 207
Volkan Yaman dit Apache 207, né le 23 octobre 1997 à Ludwigshafen, en Rhénanie-Palatinat, est un rappeur allemand d'origine turque.

## Biographie
De son vrai nom Volkan Yaman, Apache 207 est né le 23 octobre 1997 à Ludwigshafen, dans l'ouest de l'Allemagne, où il a grandi. Issu d'une famille turque, plus jeune, il jouait au football en amateur pour Ludwigshafener SC 1925 et VfR Frankenthal. En 2017, il obtient son abitur au lycée Theodor Heuss situé dans sa ville natale. L'année suivante il se lance en indépendant sur la scène rap avec un premier titre controversé car jugé sexiste, Kleine Hure,.
Début 2019, Il signe chez le label TwoSides du rappeur Bausa, filiale de Four Music qui fait partie de Sony Music Entertainment. Il se fait connaître du grand public avec le single Roller qui est placé troisième aux charts allemands de l'année 2019, dépassant par ailleurs les 100 millions de vues sur YouTube. Le 25 octobre 2019, il sort son premier EP, Platte. Le 31 juillet 2020 sort son premier album, Treppenhaus, comprenant 12 titres.
En août 2020, avec plus de 5,2 millions d’auditeurs mensuels sur Spotify, Apache est le rappeur allemand le plus écouté de l’application.
Le 31 décembre à 23h15, Apache 207 sort à l'occasion d'un direct sur YouTube Angst ("peur" en Allemand). Durant ce live (silvester live), on y voit le rappeur performer tout en étant accompagné d'effets pyrotechniques et de fumée. 55 000 viewers y seront présents. 
Le direct sera suivi par la sortie du clip officiel à 23h30. À 00h00 le 1er janvier 2021, Angst sortira sur toutes les plateformes de streaming.
Dans cette chanson qui signe son grand retour, le rappeur en profite pour régler ses comptes. Sont notamment visés, les directeurs marketing d'Adidas . Il les accuse de s'être permis de l'avoir contacté personnellement pour ne lui proposer qu'un demi million d'euros pour promouvoir la marque pendant 1 an. Dans le même couplet, il vise un ami d'enfance qui lui aurait proposé 500 euros pour venir couper le gâteau a son mariage. Il le traite à plusieurs reprises de "Hurensohn", bien que ses managers ne souhaitent plus qu'il emploie ce terme dans ses chansons en raison "d'accords publicitaires à 7 chiffres". 
De plus, il y explique dans le deuxième couplet qu'il a préféré Sony Music à Universal Music car ces derniers ne lui proposait pas un contrat assez rémunérateur.

## Discographie

### Singles
- 2018 : Kleine Hure
- 2018 : Sag mir wer
- 2018 : Ferrari Testarossa
- 2018 : No No
- 2018 : SIDECHICKS
- 2018 : Durch die Straßen
- 2018 : Famous
- 2019 : Kein Problem
- 2019 : Brot nach Hause
- 2019 : Nicht wie du
- 2019 : 2 Minuten
- 2019 : Roller
- 2019 : 200 km/h
- 2019 : Wieso tust du dir das an?
- 2020 : Matrix
- 2020 : Fame
- 2020 : Boot
- 2020 : Bläulich
- 2020 : Unterwegs
- 2021 : Angst

### Collaborations
- 2019 : 2002 (Sido feat. Apache 207)